# 差異
差異(さい)とは、ある物において、他の物と異なる（比べてみて同一ではないこと）点、すなわち、ある観点で同一の特徴を持つ事物の間にある自己を区別する別の特徴のことである。
類概念の中に区別を立てるときの差異を種差といい、スコラ哲学では差異を種差に基づく種的差異と同一種において個物を互いに区別する個的差異の二つに分類した。カントなどは同一性とともに事物を構成する範疇とせず、反省的範疇とした。
「言語には対立しかない」と美しくソシュールが『一般言語学講義』によれば述べているが、そのときに対立と同じ意味で差異性という語も用いている。対立によって言語は無から出現するのだが、彼はその無区分、無対立の状態のほうをも差異性と呼んでもいる。言語を生み出す差異と言語の前の無としての差異を、二つながら了解しておかなくてはならない。

## 参考資料
- 哲学事典 (平凡社、ISBN 978-4-582-10001-3)